# ISO/IEC 29110
ISO/IEC 29110: Os perfis de ciclo de vida de Software e os Guias, Normas e Relatórios Técnicos para pequenas organizações (VSEs de suas siglas em inglês - Very Small Entities) estão dirigidas às pequenas organizações. Uma VSE é uma empresa, organização, departamento ou projeto que conta com até 25 pessoas.
A série ISO/IEC 29110 é uma nova série de Normas Internacionais com o título de "Engenharia de Software — Perfis de ciclo de vida para pequenas organizações (VSEs)".
As Normas foram desenvolvidos pelo grupo de trabalho 24 (WG24) do subcomité 7 (SC7) do Comité Técnico Conjunto 1 (JTC1) da Organização Internacional para a Normalização e a Comissão Electrotécnica Internacional.
Em 2011, um novo projeto foi aprovado para o desenvolvimento de Normas similares à Norma ISO/IEC 29110, para o desenvolvimento de sistemas de VSEs.

## A necessidade de Normas leves de Engenharia de Software
A indústria reconhece o valor das VSEs na contribuição de serviços e produtos de valor. As VSEs também desenvolvem e/ou mantêm software que são utilizados em sistemas maiores, por isso, o reconhecimento de VSEs como provedores de software de qualidade é requerido.
De acordo à Organização para a Cooperação e o Desenvolvimento Econômico (OCDE) e o reporte de espírito empresarial (2005), as Pequenas e Médias Empresas (PMEs) constituem a forma dominante das organizações de negócio de todos os países ao redor do mundo, sendo entre o 95% e 99% do total, dependendo do país. O desafio que enfrenta a OCDE é prover um ambiente de negócio que suporte a competitividade desta grande população heterogênea e que promova esta cultura empresarial.
A partir de estudos e pesquisas (surveys) realizados, a maioria das Normas Internacionais não são dirigidos às necessidades das VSEs. Atender essas Normas é difícil, se não impossível e as VSE têm muito poucas possibilidades de serem reconhecidas como entidades que produzem software de qualidade em certos domínios. Por isso, as VSEs são descartadas, em algumas ocasiões, de certas atividades econômicas.
Tem-se visto que às VSEs é difícil fazer a adaptação das Normas às suas necessidades de negócio e justificar sua aplicação em suas práticas.
A maioria das VSEs não podem se dar o luxo de ter os recursos, em termos de número de empregados, orçamento e tempo, nem observar um benefício positivo no estabelecimento de processos do Ciclo de Vida de Software. Para resolver algumas destas dificuldades, um conjunto de Normas e Relatórios Técnicos têm sido desenvolvidos de acordo com um conjunto de características que possuem as VSEs.(). 
Os documentos estão baseados num subconjunto de elementos apropriados de Normas chamadas perfis de VSEs. O propósito de um perfil de VSE é definir um subconjunto de Normas Internacionais relevantes no contexto das VSE,como por exemplo, processos e saídas de ISO/IEC/IEEE 12207
e produtos de ISO/IEC 15289.
As séries ISO/IEC 29110, têm sido desenvolvidas para melhorar a qualidade do produto ou serviço, e desempenho de processo. Ver tabela 1.
A ISO/IEC 29110 aplica-se a qualquer tipo de Ciclo de Vida, tais como: cascata, iterativo, incremental ou ágil.
| ISO/IEC 29110 | Title                           | Audiência Objectivo                                                                                    |
| ------------- | ------------------------------- | --- |
| Parte 1       | Visão geral                     | VSEs, avaliadores, produtores de normas, provedores de ferramentas, provedores de metodologias.        |
| Parte 2       | Marco de trabalho e taxonomia   | Produtores de normas, provedores de ferramentas e de metodologias. Não destinado às VSEs               |
| Parte 3       | Guia de avaliação               | Organizações que realizam Certificação, Avaliadores. Não destinado às VSE's                            |
| Parte 4       | Especificações de perfil        | VSE's, Produtores de Normas, provedores de ferramentas e de metodologias. Esta é a Norma certificável. |
| Parte 5       | Guia de orientação e Engenharia | VSEs                                                                                                   |

Se um novo perfil é necessário, as Normas ISO/IEC 29110-4  e ISO/IEC 29110-5 não são impactadas e podem ser criados novos documentos como por exemplo ISO/IEC 29110-4-m e ISO/IEC 29110-5-m-n respectivamente através do processo ISO/IEC

## Perfis
A principal característica das entidades foco da Norma ISO/IEC 29110 é o número de profissionais. De qualquer forma existem outros aspectos e características das VSEs que podem afetar a preparação ou seleção do perfil, tais como: Modelo de Negócio (comerciais, por contratação, de desenvolvimento interno, etc.); fatores situacionais (tais como acidentes, ambientes incertos, etc.); e níveis de risco. Criando um perfil para cada possível combinação de valores das diversas dimensões descritas anteriormente resultaria num conjunto muito extenso de perfis. Em consequência os perfis das VSEs são agrupados de tal forma que seja aplicáveis a mais de uma categoria.
Os grupos de perfis são uma coleção de perfis que estão relacionados, seja por composição de processos (por exemplo, atividades, tarefas), por níveis de capacidade, ou ambas.

## Grupo de perfis genéricos
O grupo de perfis genéricos tem sido definido como aplicável para a maioria das VSEs que não desenvolvem software crítico e que têm fatores situacionais típicos. O grupo de perfis genéricos é uma coleção de quatro perfis (Entrante, Básico, Intermediário e Avançado), brindando um enfoque progressivo para satisfazer uma maioria das VSEs. O grupo de perfis genéricos está baseado em Modelo de Processos para a Indústria do Software no México, MoProSoft

## Normas e Relatórios Técnicos publicados
A Figura 1 descreve as séries ISO/IEC 29110 e mostra as partes que o integram dentro do marco de referência.
ISO/IEC TR 29110-1 define os termos de negócio comuns para o conjunto de documentos dos perfis das VSEs,
Introduz processos, conceitos de ciclos de vida e padronização, e as séries SO/IEC 29110. Ademais introduz as características e requerimentos de uma VSE,
e clarifica a justificativa para perfis específicos de VSEs, documentos, Normas e Guias.
ISO/IEC 29110-2
Introduz os conceitos dos perfis padronizados de Engenharia de Software, e define os termos comuns para o conjunto de documentos de perfis para VSE.
Estabelece a lógica que existe por trás da definição e aplicativo de perfis padronizados. Especifica os elementos comuns de todos os perfis padronizados estrutura, conformidade, avaliação) e introduz a taxonomia (catálogo) dos perfis ISO/IEC 29110.
ISO/IEC TR 29110-3 define as guias do processo de avaliação e os requisitos de conformidade necessários para cumprir o propósito dos perfis definidos para as VSE. O ISO/IEC TR 29110-3 também contém informação que pode ser útil para os desenvolvedores
de métodos e ferramentas de avaliação. O ISO/IEC TR 29110-3 está dirigido a pessoas que têm uma relação directa com os processos de avaliação, e.g. o assessor e o sponsor da avaliação,
quem precisam uma guia para a garantia de que os requisitos para realizar a avaliação se cumpram.
ISO/IEC 29110-4-1 provê a especificação para todos os perfis do grupo de perfis genéricos.
O grupo de perfis genéricos é aplicável às VSEs que não desenvolvem produtos de software crítico. Os perfis estão baseados em subconjuntos de elementos apropriados de Normas. Os perfis das VSE são aplicáveis e dirigidos a autores/provedores de guias e autores/provedores de ferramentas e outros materiais de suporte. Trata-se da Norma de Referência para Certificação. 
ISO/IEC 29110-5-m-n provê uma guia da gestão de Implementação e Engenharia para o perfil VSE descrito em ISO/IEC 29110-4-m.
Em resumo as partes 1 e 2 dão uma visão geral do cenário onde se desenvolvem as Normas.
A parte 3 trata da questão da avaliação: como deve ser avaliada uma organização que implementou a ISO/IEC 29110-4 para obter Certificação.
A parte 4 define os requisitos para a certificação. Portanto descreve o que a organização deve implementar para poder se Certificar.
A parte 5 constitui um guia para orientar as organizações que querem implementar a Norma (parte 4).

## Pacotes de Distribuição

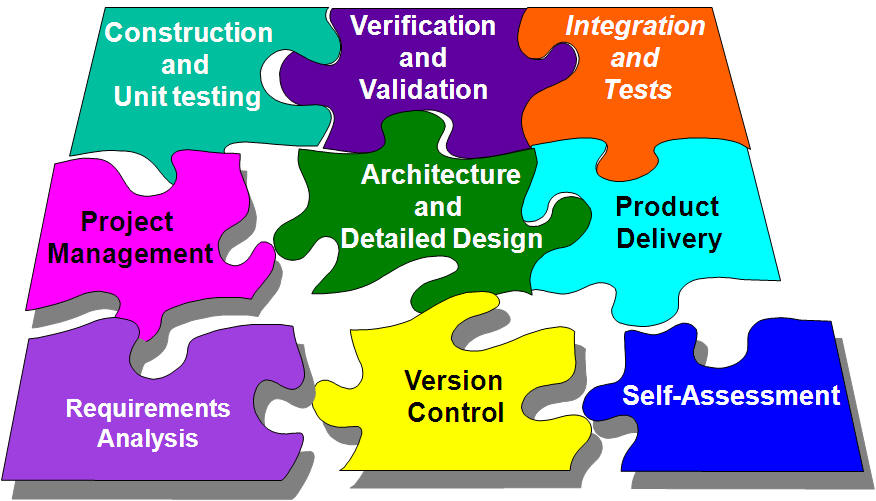
Figura 2. Pacotes de Posta em Operação que compõem o Perfil Básico

Um Pacote Distribuição (DP - Deployment Package) é um conjunto de artefatos desenvolvidos para facilitar a implementação de um conjunto de práticas, do marco de trabalho selecionado numa pequena organização (VSE). Os Pacotes de Distribuição, descritos a seguir, têm sido desenvolvidos para ajudar a implementar os processos do grupo de perfis genéricos.
O grupo de perfis genérico é aplicável a VSEs que não desenvolvem software crítico. Está composto por 4 perfis: Entrante, Básico, Intermediário e Avançado e não implica nenhum domínio de aplicação específico.
O conteúdo de um Pacote de Distribuição típico se apresenta na tabela 2. O mapa de Normas e Modelos é dado como informação para mostrar que um Pacote de Distribuição contém ligações explícitos à parte 5 e a regulares selecionados da ISO, tais como ISO/IEC 12207, ou modelos como CMMI do Software Engineering Institute.
Ao implementar um DP, uma VSE pode passo a passo mostrar a cobertura do ISO/IEC 29110 Parte 5. Os DPs são desenhados de tal forma que uma VSE possa implementar seu conteúdo,
sem ter que implementar o marco de trabalho completo.
| 1. Descrição Técnica                                                              |
| Propósito deste documento                                                         |
| Porquê é importante este tema?                                                    |
| 2. Definições                                                                     |
| 3. Relações com ISO/IEC 29110                                                     |
| 4. Visão geral dos processos, Atividades, Tarefas, Papéis e Produtos              |
| 5. Descrição de Processos, Atividades, Tarefas, Passos, Papéis e Produtos         |
| Descrição de Papéis                                                               |
| Descrição do Produto                                                              |
| Descrição do Artefacto                                                            |
| 6. Modelos                                                                        |
| 7. Exemplos                                                                       |
| 8. Fichas de verificação                                                          |
| 9. Ferramentas                                                                    |
| 10. Referências a outras Normas e Modelos (p. ex. ISO 9001, ISO/IEC 12207, CMMI®) |
| 11. Referências                                                                   |
| 12. Formulário de Avaliação                                                       |

O Perfil Básico descreve o desenvolvimento de software de um aplicativo para uma única equipe de projeto, que não desenvolve software crítico. O conjunto de DPs para o Perfil Básico está ilustrado na figura 2.
Os Pacotes de Distribuição, bem como outros materiais de suporte, tais como plug-in,
estão disponíveis sem custo algum em Internet (Ver abaixo).

## Estado
- Versão actual: ISO/IEC 29110-2 e ISO/IEC 29110-4-1, publicado em Janeiro do 2011.
- Versão actual: ISO/IEC TR 29110-1, ISO/IEC TR 29110-3 e ISO/IEC TR 29110-5-1-2, publicado em 2011 e disponível em ISO/ITTF como descarga gratuita
- Versão actual: ISO/IEC TR 29110-5-1-1:2012 - A Guia de Administração e Engenharia para o Perfil primeiramente tem sido publicada em Inglês e Francês em Setembro de 2012 e está disponível em ISO/ITTF como descarga gratuita

## Em preparação
- Para o Perfil primeiramente: ISO/IEC IS 29110 Parte 4-1 e ISO/IEC TR 29110-5-1-1 uma guia de engenharia e gestão - publicação esperada no final de 2012 ou a princípios de 2013.
- Para o Perfil Intermediário: ISO/IEC IS 29110 Parte 4-1 e ISO/IEC TR 29110-5-1-3 uma guia de engenharia e gestão - publicação esperada no 2013.
- Para o Perfil Avançado: ISO/IEC IS 29110 Parte 4-1 e ISO/IEC TR 29110-5-1-3 uma guia de engenharia e gestão - publicação esperada no 2013.

## Difusão e comunicações
- Laporte, C.E., Séguin, N., Villas Boas, G., Sanyakorn Buasung, Pequenas empresas de tecnologia - Aproveitando as vantagens do software e as normas de engenharia de sistemas, Fonte: Revista ISO Focus+, edição fevereiro 2013. Tradução ao espanhol: Secretaria Executiva de COPANT

- Laporte, C.E., , Chevalier, F., Maurice, J.-C, Melhorando a administração de projectos em projectos pequenos, A tradução foi realizada por Normalização e Certificação Electrónica S.C. ([http://www.nyce.org.mx%20 NYCE) e revisada pela delegação mexicana que participa no desenvolvimento do regular ISO/IEC 29110. ISO Focus+, International Organization for Standardization], February 2013, pg 32-36.

- Laporte, C.E., Ou'Connor, R., Fanmuy,G., International Systems and Software Engineering Standards for Very Small Entities, CrossTalk - The Journal of Defense Software Engineering, May/June 2013, Vol. 26, Não 3, pg 28-33.